# Førstehjælpsinstruktør
En førstehjælpsinstruktør underviser i den førstehjælp, der gives til en sygdomsramt eller tilskadekommen inden ambulance eller andet sundhedsfagligt personale tager over.
Førstehjælpsinstruktør er ikke en beskyttet titel, og alle må kalde sig førstehjælpsinstruktør. De fleste førstehjælpsinstruktører har dog gennemgået Dansk Førstehjælpsråds instruktøruddannelse og er registreret ved Dansk Førstehjælpsråd gennem en eller flere af rådets medlems- eller samarbejdsorganisationer.
Som instruktør registreret ved Dansk Førstehjælpsråd er det muligt at udstede rådets elektroniske kursusbeviser der er kompetencegivende i forbindelse med f.eks. erhvervelse af kørekort eller erhvervsuddannelser.
Uddannelsen til førstehjælpsinstruktør består af to dele - et førstehjælpskursus samt en førstehjælpsinstruktøruddannelse på 10 dage.
Der findes forskellige udbydere af disse instruktørkurser, men målet er dog det samme. Et instruktørbevis skal fornys hver 5. år.